# Дубровки (Камешкирский район)
Дубровки — мордовское-эрзя село в Камешкирском районе Пензенской области России, входит в состав Лапшовского сельсовета.

## География
Расположено на берегу реки Колдаис в 17 км на северо-запад от центра сельсовета села Лапшово и в 24 км на северо-запад от райцентра села Русский Камешкир.

## История
Село образовано 17.9.1975 г. путем присоединения Верхней Дубровки к Нижней Дубровке с общим названием Дубровки.
В 1709 г. в д. Дубровки на Колдаисе Узинского стана Пензенского уезда, 75 дворов ясачной мордвы, платили подати с 30 ясаков без получетверти, душ мужского пола – 188, женского – 105; в 1718 – 66 дворов, душ мужского пола – 172, женского – 159. Верхняя Дубровка основана между 1719 и 1748 гг. переселенцами из Нижних Дубровок, возможно, в связи с крещением мордвы. В 1748 г. – «мордовская деревня Нижние Дубровки, что на Колдаисе», Узинского стана Пензенского уезда, 196 ревизских душ, в мордовской д. Верхние Дубровки — 66 ревизских душ. С 1780 г. оба села входили в состав Кузнецкого уезда Саратовской губернии. В 1795 г. Нижняя Дубровка – деревня казенных крестьян, 62 двора, 181 ревизская душа; в д. Верхняя Дубровка — 50 дворов, 139 ревизских душ. В середине XIX в. в Нижней Дубровке действовало кожевенное заведение. В 1866 г. в Нижней Дубровке построена деревянная церковь во имя Михаила Архангела. В 1909 г. построена новая деревянная церковь. В 1911 г. село Нижняя Дубровка — волостной центр Дубровской волости Кузнецкого уезда, 231 двор, церковь, земская школа, в Верхней Дубровке — 180 дворов, церковноприходская школа.
С 1928 года село Нижняя Дубровка находилось в Нижнедубровском сельсовете, Наскафтымский района, Кузнецкого округа, Средневолжская области. В 1955 г. Нижняя Дубровка — центр сельсовета, центральная усадьба колхоза имени Маленкова. В 1975 году после объединения село Дубровки становится центром Нижнедубровского сельсовета. В 1980-е гг. – центральная усадьба колхоза «Красный Октябрь». Законом Пензенской области от 22.12.2010 г. Нижнедубровский сельсовет упразднен, село вошло в состав Лапшовского сельсовета.
До 2018 года в селе действовал Дубровский филиал МБОУ «Средняя общеобразовательная школа с.Русский Камешкир».

## Население
| 1709  | 1718  | 1748  | 1795  | 1859  | 1884  | 1897  |
| ----- | ----- | ----- | ----- | ----- | ----- | ----- |
| 293   | ↗331  | ↗524  | ↗640  | ↗1554 | ↗2074 | ↗2364 |
| 1911  | 1926  | 1930  | 1959  | 1979  | 1989  | 1996  |
| ↗2976 | ↘2406 | ↗2441 | ↘1625 | ↘1058 | ↘774  | ↘690  |
| 2002  | 2010  |       |       |       |       |       |
| ↘586  | ↘492  |       |       |       |       |       |

## Инфраструктура
В селе имеются фельдшерско-акушерский пункт, отделение почтовой связи.

## Известные люди
Нижняя Дубровка — родина Лаврентия Егоровича Копнова (1909-2000), контр-адмирала (1958), заслуженного работника культуры РСФСР (1983), политического работника, участника Советско-финляндской и Великой Отечественной войн (Балтийский флот), награжденного орденами Красного Знамени (1942, 1952), Отечественной войны 1-й степени (1945), 2-й степени (1944), Красной Звезды (1947, 1968), Дружбы народов (1995).